# 정수영 (1969년)
정수영(1969년 ~ )은 대한민국의 전직 프로게임단 감독이다.

## 개요
1998년에 랩터스라는 프로게임단을 창단하였고 감독을 맡았었다.
2000년 삼성 갤럭시의 1대 감독이였으며, 2001년까지 감독을 맡았었다.
2001년 KT 롤스터가 재창단 하면서 1대 감독으로 활동하였고. 2006년까지 감독을 맡았다.
2012년에는 서든어택 프로게임단인 e Sports United의 감독을 맡기도 했다.

## 같이 보기
- 삼성전자 칸
- KT 롤스터

| 이전 ' | 제1대 삼성 갤럭시 감독 정수영 2000~2001 | 다음 김가을 |

| 이전 ' | 제1대 KT 롤스터 감독 정수영 2001~2006 | 다음 이준호 |